# 4899 Candace
4899 Candace là một tiểu hành tinh vành đai chính với củng điểm quỹ đạo 1.983 đơn vị thiên văn. Nó có độ lệch tâm quỹ đạo là 0.184 và chu kỳ quỹ đạo là 1334.3 ngày (3.65 năm).
Candace có vận tốc quỹ đạo trung bình là 19.33727037 km/s và độ nghiêng quỹ đạo 22.58204°.
Nó được phát hiện ngày 9 tháng 5 năm 1988 bởi Carolyn S. Shoemaker và Eugene M. Shoemaker ở Palomar. Nó được đặt tên cho Candace P. Kohl.